# Földi nehézségi gyorsulás
A földi nehézségi gyorsulás az a gyorsulás, mellyel a Föld nehézségi erőterében szabadon eső tárgy a levegő ellenállását figyelmen kívül hagyva mozogna. Szokásos jelölése: g.
A földi nehézségi gyorsulás azonos a nehézségi térerősség nagyságával is, ebben az értelemben a mértékegysége N/kg. Ennek a gömbszimmetrikus erőtérnek a középpontja a Föld tömegközéppontja.

## Agföldfelszíni értéke a Newton-féle gravitációs törvény alapján
Ha a Földet egy homogén tömegeloszlású gömbnek tekintjük, akkor a Newton-féle gravitációs törvény szerint az R sugarú, M tömegű Föld és a felszínén lévő m tömegű test között fellépő vonzóerőre felírható:
{\displaystyle F=G{\frac {Mm}{R^{2}}}=\left(G{\frac {M}{R^{2}}}\right)m}
ahol a zárójelben lévő kifejezés a gravitációs gyorsulás, ebben a közelítésben maga a g, vagyis:
{\displaystyle g=G{\frac {M}{R^{2}}}}
A számszerű értéket megkaphatjuk, ha a fenti képletbe behelyettesítjük az egyes mennyiségeket:
{\displaystyle g=G{\frac {M}{R^{2}}}=(6,6743\cdot 10^{-11}){\frac {5,9736\cdot 10^{24}}{(6,372797\cdot 10^{6})^{2}}}=9,817{\frac {m}{s^{2}}}}

## Agértéke adott magasságon és földrajzi szélességen
A Föld forgása miatt fellépő centrifugális erő hatása miatt azonban a nehézségi erő a gravitációs erő és a centrifugális erő eredője, ezért a nehézségi gyorsulás függ a földrajzi szélességtől és a tengerszint feletti magasságtól. A földrajzi hosszúságtól a nehézségi gyorsulás nem függ.
A nehézségi gyorsulás értéke a Földön a 45° földrajzi szélességen, tengerszinten
{\displaystyle g_{n}=9,80665\,{\text{m/s}}^{2}}
Ezt az értéket a 45. szélességi körhöz igen közel eső helyen, a zürichi Műszaki Főiskolán mérték ki, és 1901-ben a harmadik Általános Súly- és Mértékügyi Konferencián nemzetközi alapértékként elfogadták mint fizikai állandót (konvencionális valódi értéket), akkoriban még CGS mértékegységű formában.
A nehézségi gyorsulás értéke a Földön szélesség és magasság függvényében a Nemzetközi Gravitációs Formula 1967 szerint számítható:
{\displaystyle g_{\psi }=9,780318\left(1+0,0053024\sin ^{2}\psi -0,0000058\sin ^{2}2\psi \right)-3,086\cdot 10^{-6}h}
ahol:
Ψ – földrajzi szélesség
h – tengerszint feletti magasság

## Agérték időbeli változásai
A Földhöz képest periodikusan változó helyzetű Hold és Nap gravitációs hatása miatt a helyileg észlelhető g periodikusan változik (nagyjából az árapálynak megfelelően). A kicsiny relatív ingadozás: {\displaystyle {\frac {\Delta g}{g}}\approx 5\cdot 10^{-8}}, amit graviméteres mérésekkel mutattak ki.

## A földi nehézségi gyorsulás mért értéke

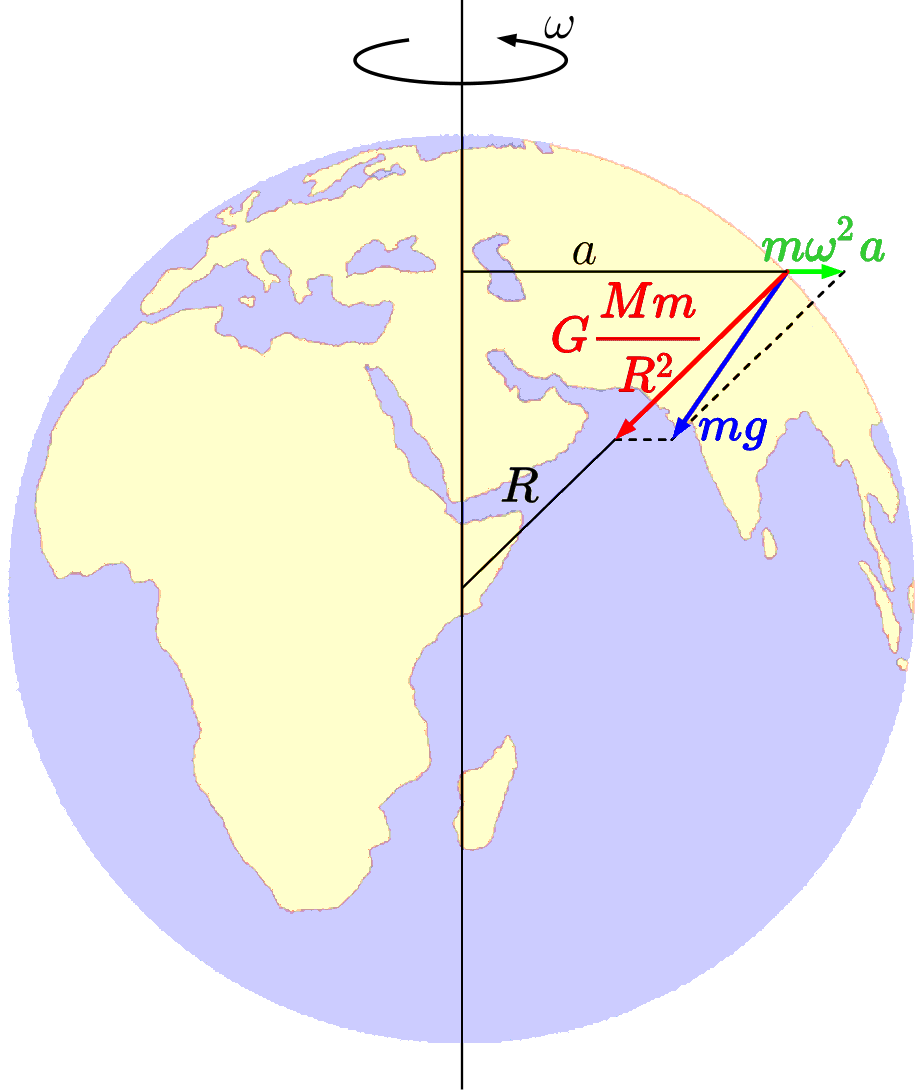
A nehézségi erő a Föld forgása miatt eltér a gravitációs erőtől

A nehézségi gyorsulás egy adott helyen mért értéke több okból is eltér a fenti számolásokkal kapható értéktől. Például, mert a Föld – épp a centrifugális erő hatása miatt - nem tökéletesen gömb alakú, és mert a tömegeloszlása nem homogén. 
A Föld felszíne alatt lévő ásványi kincsek jelentősen befolyásolják a helyi sűrűségviszonyokat, így a g helyi értékét. A térerősség mérésével ezek a területek jól feltérképezhetők. A nehézségi gyorsulás pontos mérésére Eötvös Loránd speciális torziós ingát fejlesztett ki.

## Agjelölés egyéb használata
A nehézségi gyorsulás g jelölését a gyorsulás nem hivatalos, de szemléltető egységének is használják. Ha valakit 3 g gyorsulás {\displaystyle (=3\cdot 9,81=29,43\,{\text{m/s}}^{2}}) ér, az alatt azt kell érteni, hogy a gyorsulás ideje alatt a súlya az eredetinek háromszorosára nő.
A fenti meghatározás szerint a világűrben, a Földtől és egyéb gravitációs erőktől távol haladó űrjármű esetén is lehet beszélni g gyorsulásról (vagy annak törtrészeiről). 
A g jelölést katonai repülőgépek kis fordulóval végzett repülése esetén kezdték használni, illetve az űrhajósok felkészítésére szolgáló centrifugákban végzett méréseknél.

## Külső hivatkozások
- A g n értékének elfogadásáról Nemzetközi Súly- és Mértékügyi Hivatal